# Taran Grant
Taran Grant é um herpetólogo canadiense.

## Vida académica
Grant se formou como Licenciado em Biologia na Universidade do Vale em Cali, na Colômbia, em 1998. Conseguiu o Mestrado na Universidade Columbia em Nova Iorque, em Política Ambiental, com a tese "The Phylogeny of Poison Dart Frogs (Amphibia: Anura: Dendrobatidae)". Em 2005, sob a direção de Darrel R. Frost, se formou como Doutor em Ecologia e Biologia evolutiva.
Trabalhou no Museu Americano de História Natural e na Pontifícia Universidade Católica do Rio Grande do Sul, no Brasil, desenvolvendo pesquisas sobre a filogenia do género de morcegos Anoura. Desde 2011 é professor da Universidade de São Paulo.

## Taxones descriptos
- Adelphobates Grant, Frost, Caldwell, Gagliardo, Haddad, Kok, Means, Noonan, Schargel & Wheeler, 2006
- Allobates alessandroi (Grant & Rodriguez, 2001)
- Allobates melanolaemus (Grant & Rodriguez, 2001)
- Allobates niputidea Grant, Acosta-Galvis & Rada, 2007
- Allobatinae Grant, Frost, Caldwell, Gagliardo, Haddad, Kok, Means, Noonan, Schargel & Wheeler, 2006
- Alsodinae Mivart, 1869
- Amietophrynus Frost, Grant, Faivovich, Bain, Haas, Haddad, de Sá, Channing, Wilkinson, Donnellan, Raxworthy, Campbell, Blotto, Moler, Drewes, Nussbaum, Lynch, Green & Wheeler, 2006
- Anomaloglossinae Grant, Frost, Caldwell, Gagliardo, Haddad, Kok, Means, Noonan, Schargel & Wheeler, 2006
- Anomaloglossus atopoglossus (Grant, Humphrey & Myers, 1997)
- Anomaloglossus Grant, Frost, Caldwell, Gagliardo, Haddad, Kok, Means, Noonan, Schargel & Wheeler, 2006
- Aromobatidae Grant, Frost, Caldwell, Gagliardo, Haddad, Kok, Means, Noonan, Schargel & Wheeler, 2006
- Aromobatinae Grant, Frost, Caldwell, Gagliardo, Haddad, Kok, Means, Noonan, Schargel & Wheeler, 2006
- Colostethus lynchi Grant, 1998
- Colostethus ucumari Grant, 2007
- Duttaphrynus Frost, Grant, Faivovich, Bain, Haas, Haddad, de Sá, Channing, Wilkinson, Donnellan, Raxworthy, Campbell, Blotto, Moler, Drewes, Nussbaum, Lynch, Green & Wheeler, 2006
- Eleutherodactylus cochranae Grant, 1932
- Eleutherodactylus cooki Grant, 1932
- Eleutherodactylus karlschmidti Grant, 1931
- Feihyla Frost, Grant, Faivovich, Bain, Haas, Haddad, de Sá, Channing, Wilkinson, Donnellan, Raxworthy, Campbell, Blotto, Moler, Drewes, Nussbaum, Lynch, Green & Wheeler, 2006
- Hyloxalinae Grant, Frost, Caldwell, Gagliardo, Haddad, Kok, Means, Noonan, Schargel & Wheeler, 2006
- Hyloxalus fascianigrus (Grant & Castro-Herrera, 1998)
- Hyloxalus saltuarius (Grant & Ardila-Robayo, 2002)
- Ingerophrynus Frost, Grant, Faivovich, Bain, Haas, Haddad, de Sá, Channing, Wilkinson, Donnellan, Raxworthy, Campbell, Blotto, Moler, Drewes, Nussbaum, Lynch, Green & Wheeler, 2006
- Litoria michaeltyleri Frost, Grant, Faivovich, Bain, Haas, Haddad, de Sá, Channing, Wilkinson, Donnellan, Raxworthy, Campbell, Blotto, Moler, Drewes, Nussbaum, Lynch, Green & Wheeler, 2006
- Poyntonophrynus Frost, Grant, Faivovich, Bain, Haas, Haddad, de Sá, Channing, Wilkinson, Donnellan, Raxworthy, Campbell, Blotto, Moler, Drewes, Nussbaum, Lynch, Green & Wheeler, 2006
- Pseudepidalea Frost, Grant, Faivovich, Bain, Haas, Haddad, de Sá, Channing, Wilkinson, Donnellan, Raxworthy, Campbell, Blotto, Moler, Drewes, Nussbaum, Lynch, Green & Wheeler, 2006
- Rheobates Grant, Frost, Caldwell, Gagliardo, Haddad, Kok, Means, Noonan, Schargel & Wheeler, 2006
- Rhinella ruizi (Grant, 2000)
- Silverstoneia Grant, Frost, Caldwell, Gagliardo, Haddad, Kok, Means, Noonan, Schargel & Wheeler, 2006
- Synophis plectovertebralis Sheil & Grant, 2001
- Vandijkophrynus Frost, Grant, Faivovich, Bain, Haas, Haddad, de Sá, Channing, Wilkinson, Donnellan, Raxworthy, Campbell, Blotto, Moler, Drewes, Nussbaum, Lynch, Green & Wheeler, 2006